# アオノオトシゴ
アオノオトシゴは、日本の4人組ロックバンドである。

## 概要
2018年1月結成。メロディアスな楽曲と透き通るサウンドを武器に、都内を中心に活動中。
2020年にはロッキング・オンが主催するバンド・アーティストのオーディション「RO JACK」において、COUNTDOWN JAPANへの出演をかけたリスナー投票で優勝。その2年後、COWNTDOWN JAPAN 22/23に出演した。

## メンバー
仙田和輝 (Vo. Key.), マッキー (Gt.), 三平マサキ (Ba.), ナギ (Dr.)